# 트리스탕 차라

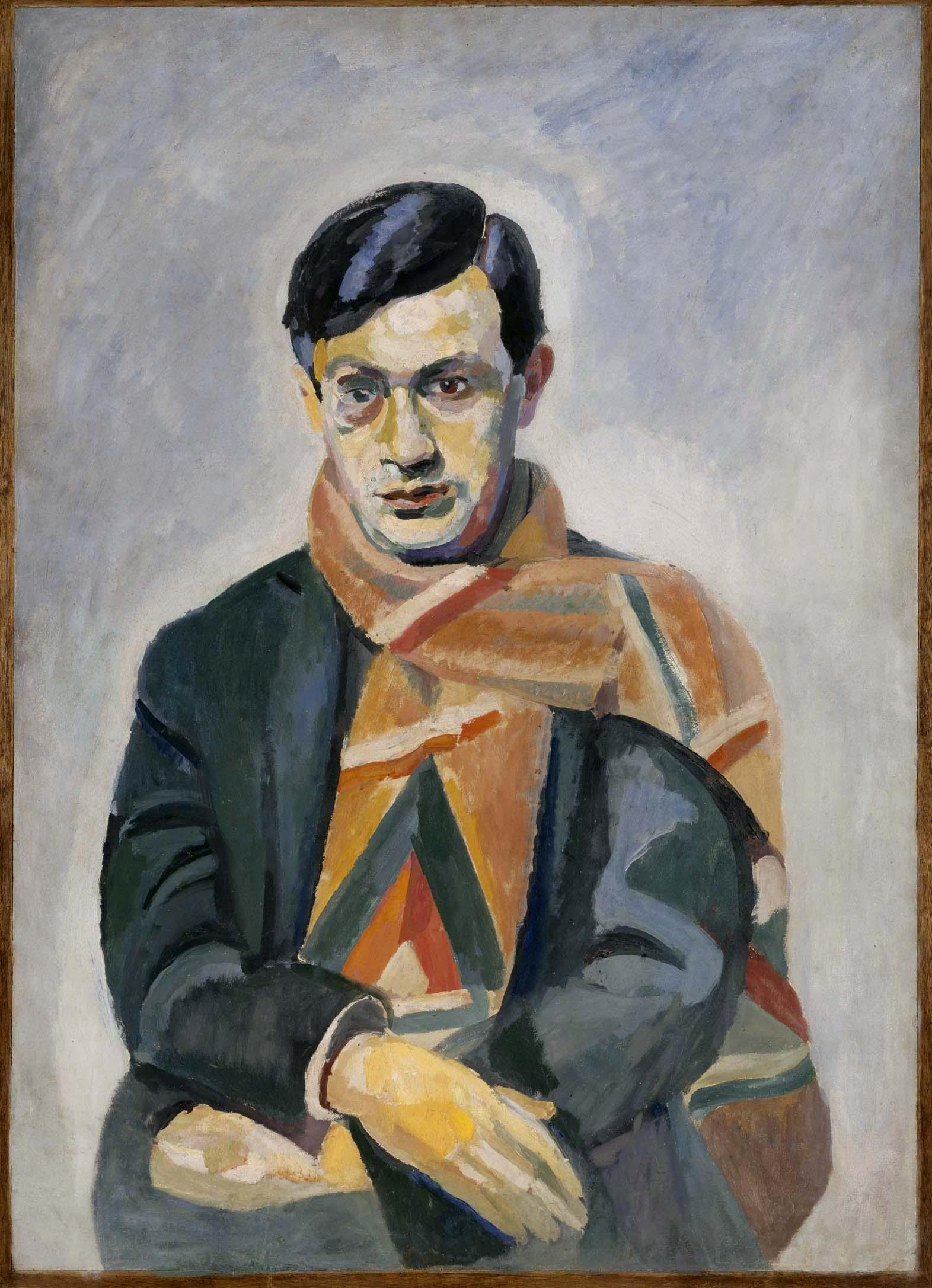
1923년 로베르 들로네가 그린 차라의 초상화.

트리스탕 차라(Tristan Tzara, 1896년 4월 16일 ~ 1963년 12월 25일)는 루마니아계 프랑스 아방가르드 시인, 수필가, 행위 미술가이다. 이외에 작곡가, 저널리스트, 영화 감독 등으로도 활동한 트리스탕 차라는 반체제 다다이즘 운동의 창립자이자 핵심 인물 가운데 한 명으로 잘 알려져 있다. 본명은 사미 로젠스톡(Sami Rosenstock)이었으나 이후 개명하였다.
아드리안 마뉴(Adrian Maniu)의 영향으로 청소년 차라는 상징주의에 관심을 갖게 되었고 이온 비네아(Ion Vinea]](함께 실험적인 시를 썼음) 및 화가 마르셀 얀코(Marcel Janco)와 함께 심보룰(Simbolul) 잡지를 공동 창립했다.
제1차 세계 대전 중에 그는 비네아의 케마레아(Chemarea)에서 잠시 협력한 후 스위스의 얀코에 합류했다. 그곳에서 카바레 볼테르(Cabaret Voltaire)와 준프트하우스 주르 와그(Zunfthaus zur Waag)에서 열린 차라의 쇼와 그의 시와 예술 선언문은 초기 다다이즘의 주요 특징이 되었다. 그의 작품은 휴고 볼(Hugo Ball)이 선호하는 온건한 접근 방식과는 대조적으로 다다의 허무주의적인 측면을 대표한다.
1919년 파리로 이주한 후 당시 "다다의 대통령" 중 한 명이었던 차라는 문학(Littérature) 잡지의 직원으로 합류했는데, 이는 초현실주의를 향한 운동의 진화의 첫 단계를 의미한다. 그는 앙드레 브르통과 프란시스 피카비아(Francis Picabia)에 맞서 자신의 원칙을 옹호하고 루마니아에서는 비네아와 얀코의 절충주의 모더니즘에 맞서 다다의 분열을 초래한 주요 논쟁에 참여했다. 예술에 대한 이러한 개인적인 비전은 그의 다다이스트 희곡 더 가스 하트(The Gas Heart, 1921)와 구름의 손수건(Handkerchief of Clouds, 1924)을 정의했다. 자동기술 기술의 선구자인 차라는 결국 브르타뉴의 초현실주의에 동조했고, 그 영향을 받아 그의 유명한 유토피아 시 "The Approximate Man"을 썼다.
그의 경력의 마지막 부분에서 차라는 인문주의적, 반파시스트적 관점을 공산주의 비전과 결합하여 스페인 남북 전쟁에서 공화당에 합류하고 제2차 세계 대전 동안 프랑스 저항군에 합류했으며 국회에서 임기를 역임했다. 1956년 혁명 직전에 헝가리 인민공화국의 자유화를 옹호한 그는 당시 자신이 소속되어 있던 프랑스 공산당과 거리를 두었다. 1960년에 그는 알제리 전쟁에서 프랑스의 행동에 반대하는 지식인 중 한 명이었다.
트리스탕 차라는 영향력 있는 작가이자 연주자였으며, 그의 공헌은 입체파와 미래주의를 비트 세대, 상황주의 및 록 음악의 다양한 흐름에 연결하는 데 기여한 것으로 평가된다. 많은 모더니즘 인물들의 친구이자 협력자인 그는 어린 시절 무용가 마자 크루섹(Maja Kruscek)의 연인이었으며 나중에 스웨덴 예술가이자 시인인 그레타 크넛슨(Greta Knutson)과 결혼했다.

## 같이 보기
- 다다이즘
- 후고 발